# Gymnoscelis tibialis
Gymnoscelis tibialis là một loài bướm đêm trong họ Geometridae.